# Leila Mimmack
Leila Mimmack (* 5. November 1993 in Leamington Spa, Warwickshire) ist eine britische Schauspielerin.

## Leben und Karriere
Leila Mimmack wurde als Tochter von Maddy Kerr und Peter Mimmack geboren. Sie hat eine Schwester namens Athena. Ihre Eltern leiteten die Heartbreak Productions Theater Gesellschaft in Spencer Yard, Leamington Spa. Sie absolvierte ihre Schauspielausbildung am Stratford College. Während ihres achten Schuljahres beschrieb Mimmacks Lehrer die Zerstörung des Regenwaldes. Das führte dazu, dass Mimmack sich mehr für den Umweltschutz interessierte. Mimmack setzte sich später aktiv gegen den Klimawandel an und nahm an Demonstrationen teil. Aus Gründen des Umweltschutzes zog sie, im Alter von 19 Jahren, in ein schmales Boot, das in Hackney Marshes vor Anker lag.
Ihren ersten Erfolg in ihrer Schauspielkarriere hatte Mimmack 2008, als sie sich gegen 300 Konkurrentinnen durchsetzte und den Best Teenage Actress Award auf der Growing Talent Convention in Paris gewann. 2010 hatte sie ihren ersten Fernsehauftritt in der Fernsehserie Doctors als Vanessa Finch. Daraufhin erhielt sie die Rolle der Gina in der Fernsehserie Married Single Other. In dem Being Human-spin-off Becoming Human spielte sie die Werwölfin Christa. Außerdem war sie in der Miniserie Mayday und der Fernsehserie Inside Men zu sehen. 2014 bekam sie die Hauptrolle im Film The Sleeping Room.

## Filmografie (Auswahl)
- 2010–2020: Doctors (Fernsehserie, 16 Episoden)
- 2010: Married Single Other (Fernsehserie, Episode 1x01–1x06)
- 2010: Eastenders (Fernsehserie, Episode 3770)
- 2010: The Bill (Fernsehserie, Episode 26x28)
- 2011: Becoming Human (Webserie, Episode 1x01–1x08)
- 2011: The Reckoning (Miniserie, Episode 1x02)
- 2011: Holby City (Fernsehserie, Episode 13x39)
- 2011: Seamonsters
- 2012: Inside Men (Fernsehserie, Episode 1x01–1x04)
- 2012: Lewis – Der Oxford Krimi (Fernsehserie, Episode 6x03)
- 2013: Mayday (Miniserie, Episode 1x01–1x05)
- 2013: Frankie (Fernsehserie, Episode 1x01–1x06)
- 2013: Law & Order: UK (Fernsehserie, Episode 7x06)
- 2013: Game
- 2013: Die Bibel (Miniserie, Episode 1x06)
- 2014: Cold Comfort (Kurzfilm)
- 2014: WPC 56 (Fernsehserie, Episode 2x01)
- 2014: Son of God
- 2014: The Sleeping Room
- 2015: High-Rise
- 2015: Midwinter of the Spirit (Miniserie, Episode 1x01–1x03)
- 2015: Silent Witness (Fernsehserie, Folgen 18x03 und 18x04)
- 2015–2016: Home Fires (Fernsehserie, Episode 1x01–2x06)
- 2016: Level Up
- 2017: Love, Lies and Records (Fernsehserie, Episode 1x01–2x06)
- 2021: Love in the Lockdown (Fernsehserie, Episode 1x01–1x09)

## Theater (Auswahl)
| Jahr | Titel                     | Rolle                  | Theater                | Ort                                    |
| ---- | ------------------------- | ---------------------- | ---------------------- | -------------------------------------- |
|      | Sweeney Todd              | Daughter               | Loft Theater           | Leamington Spa, Vereinigtes Königreich |
| 2002 | Toad of toad hall         | Ensemble               | Loft Theater           | Leamington Spa, Vereinigtes Königreich |
| 2002 | Richard III               | Prince                 | Heartbreak Productions |                                        |
| 2003 | A midsummer night's dream | Peaseblossom           | Heartbreak Productions |                                        |
| 2009 | As You Like it            | Page                   | Heartbreak Productions |                                        |
| 2010 | That face                 | Mia                    | The Studio             | Sheffield, Vereinigtes Königreich      |
| 2011 | A view from the bridge    | Catherine (Hauptrolle) | Royal Exchange         | Manchester, Vereinigtes Königreich     |
| 2014 | Debris                    | Michelle (Hauptrolle)  | Southwark Playhouse    | London, Vereinigtes Königreich         |